# Cap
Capul (din latină caput), ca termen anatomic, este partea anterioară a unui animal, sau partea superioară a unui om. La vertebrate în craniu este adăpostit creierul. Printre animalele pluricelulare primitive sunt unele, ca de exemplu celenteratele, care nu au cap.
La om, capul cuprinde majoritatea organelor de simț și sistemul nervos central. El este susținut de coloana vertebrală și acoperit cu păr. Este protejat de  oasele craniului. La nivelul capului se află organele de debut ale aparatului respirator (nas și faringe) precum și ale aparatului digestiv (cavitatea bucală, faringe, laringe). Principalele simțuri care se regăsesc în organe aflate la nivelul capului sunt văzul (ochii și nervii optici), auzul (urechile și aparatul auditiv), gustul (papilele gustative aflate pe limbă), mirosul (neuronii specializați aflați în interiorul foselor nazale).

## Capul uman
În anatomia umană, capul este partea superioară a corpului. El include fața, scalpul, craniul și sinusurile.

## Utilizarea în heraldică
Capul uman dar și cel animal apar ca și blazoane în heraldică. Acesta este înfățișat ca și cum capul ar fi fost tăiat din corp, ca și cum ar fi fost rupt cu brutalitate sau este afișat din față, fără a se observa gâtul. Capurile umane sunt înfățișate mai detaliat decât cele animale.